# Diamino oxidasa
Una diamino oxidasa, sovint abreujat DAO en l'àmbit mèdic, és un tipus d'enzims capaços d'oxidar diamines com ara la histamina o algunes amines primàries però amb gairebé cap activitat sobre amines secundàries i terciàries. Es tracta de cuproproteines i tenen una quinona a la seva estructura: la 2,4,5-trihidroxifenilalanina quinona. Pertanyen a la mateixa família que l'amina-primària oxidasa, un enzim amb activitat diferent, però que s'havia classificat a la mateixa categoria (EC 1.4.3.6 - amino oxidasa amb coure), per les seves similituds estructurals, tot i que actualment ja no s'utilitza. Ambdós enzims compartien el nom «histaminasa», tot i que només la diamino oxidasa té realment activitat histaminasa. La diamino oxidasa és sensible a la inhibició per reactius amb el grup carbonil com ara la semicarbazida. Això la distingeix de la monoamino oxidasa (EC 1.4.3.4).
El nom histaminasa deriva del fet que la diamino oxidasa és capaç d'inactivar l'activitat biològica de la histamina, una propietat d'enorme importància biològica.

## Estructura i síntesi[calcitació]
L'enzim diamino oxidasa està format per 751 aminoàcids. El seu centre actiu es troba a l'aminoàcid 373, que actua com a acceptor de protons i al 461 que correspon al lloc d'interacció amb el substrat per mitjà d'una base de Schiff com a intermediari. Hi ha també aminoàcids que s'adhereixen a cofactors metàl·lics com el coure i el calci.
Per tal de seguir la seva funció dins de l'organisme la DAO presenta certes modificacions puntuals. Un exemple és l'addició d'un glúcid a través d'un grup amino, és a dir, la N-glicosilació; o també la formació d'un pont disulfur entre dos aminoàcids cisteïna.
És un enzim d'estructura secundària que presenta tant regions helicoïdals com regions en forma de làmina beta.
En el sistema immunitari del cos humà, és produïda per les cèl·lules eosinòfiles.

## Catàlisi[calcitació]

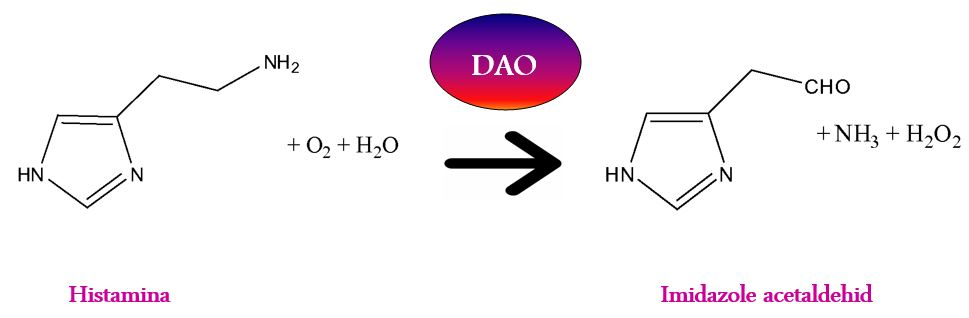
Reacció catalitzada per la DAO

La reacció general que catalitza l'enzim és: 
R-CH2-NH₂ + O2 + H₂O → R-CHO + NH₃ + H₂0₂
Una de les funcions més importants de l'enzim DAO és l'oxidació de la histamina que segueix la següent reacció:
C₅H9N₃ + O₂ + H₂0 → C₃H₄N₂ + NH₃ + H₂0₂
La constant de Michaelis-Menten per aquesta reacció a pH= 7,2 i a 37º en Homo sapiens té un valor de 0.0028. Tot i així, la KM pot variar segons la reacció, les condicions i l'organisme. Per exemple la DAO que es troba al plasma seminal humà catalitza la mateixa reacció a 37º però amb una KM de 0,108; i si la reacció té lloc a la placenta la KM té valor de 0,124. Així doncs, la temperatura òptima és la fisiològica (37º) i el PH oscil·la entre 6,2 i 8,2.

## Funcions fisiològiques i importància biològica
La diamino oxidasa és un enzim peroxisomal de la família de les oxido-reductases dependents de FAD, present en una varietat d'espècies, des de llevats a humans, excepte en bacteris i plantes. La seva principal funció és oxidar els D-aminoàcids als seus corresponents imino àcids, produint amoníac i peròxid d'hidrogen. És a dir, regula els nivells de D-aminoàcids en molts organismes vius.
És especialment activa en la mucosa intestinal (encara que es trobi en diversos teixits) i és allà on s'oxiden els D-aminoàcids com la histamina. Aquest enzim és actiu amb els D-aminoàcids neutres i no ho és amb els aminoàcids àcids.
En les persones sanes, la histamina que prové de la dieta és degradada ràpidament per la DAO. Però hi ha un percentatge d'individus que tenen un dèficit de DAO i, per tant, un excés d'histamina.
Les poliamines són essencials per a la proliferació cel·lular. Per tant, la DAO és un enzim regulador que està altament present als teixits que proliferen ràpidament com ara la medul·la òssia o la mucosa intestinal. La DAO normalment està en molt petites quantitats a la circulació i els seus nivells plasmàtics basals estan correlacionats positivament amb la maduresa i la integritat de la mucosa intestinal. Després de l'administració intravenosa d'heparina, la DAO s'allibera dels seus llocs d'unió als capil·lars en la làmina de la circulació perifèrica. Si es mesura l'alliberament de la DAO després d'administrar heparina, pot servir per fer un seguiment o una prova de detecció per a diverses enteropaties i, potencialment en els trasplantaments d'intestí prim.
La DAO de mamífers s'ha associat al metabolisme de la D-serina en el cervell i a la regulació de la neurotransmissió glutamatèrgica. En un estudi postmortem, es va trobar que l'activitat de la DAO era dues vegades major en l'esquizofrènia. La DAO és produïda en quantitats altes a la placenta i es creu que actua com a barrera metabòlica per impedir una entrada excessiva d'histamina de la placenta a la circulació materna o fetal. Un equilibri entre la histamina i la DAO és crucial per a un embaràs segur, ja que s'ha observat que un dèficit de la diamino oxidasa causa múltiples complicacions en l'embaràs, com ara la diabetis o avortaments. La DAO també és utilitzada com a biocatalitzador en diverses aplicacions biotecnològiques, com l'oxidació de la cefalosporina C i també com a component biològic en diversos sensors per la determinació del contingut en D-aminoàcids de certs fluids biològics.

## DAOA
L'activador de la DAO s'anomena DAOA (de l'anglès D-amino acid oxidase activator), també conegut com a G72. És una proteïna abundant en diverses parts del cervell, medul·la espinal i testicles que interacciona amb la DAO i el seu gen. La interacció entre G72 i DAO va ser confirmada en vitro.
Com DAO és expressat en el cervell humà, allà oxida la D-serina, un potent activador del receptor N-metil-D-aspartate (NMDA). Es van trobar que quatre SNP d'aquest gen, estan associats amb l'esquizofrènia i amb trastorns bipolars.
Els estudis també suggereixen que una isoforma de la DAOA pot tenir una funció mitocondrial i en la morfologia ramificada de les dendrites.

## Llocs d'acció i interacció[calcitació]
En el cas d'Homo sapiens l'expressió de l'enzim té lloc a diversos teixits, els més destacats són la placenta i la mucosa intestinal. Però també cal considerar el plasma de la sang així com el sèrum sanguini, els ronyons, el còlon, el fetge, la pròstata i el plasma seminal entre d'altres. Concretament, la DAO es troba a l'espai extracel·lular, als peroxisomes, a les unions estretes (tight junction), als exosomes vesiculars extracel·lulars i a la membrana plasmàtica.
L'enzim D-amino-acid-oxidasa, una varietat de DAO, és un dels principals flavoenzims dels peroxisomes, on actua sobre poliamines les quals són desaminades mitjançant un procés d'oxidació als seus grups amino primaris o secundaris.
La relació de la DAO amb les tight junctions deriva de la seva localització a la mucosa intestinal que és la responsable d'actuar com a barrera contra els components intraluminals nocius com ara bacteris i diversos antígens. Aquesta barrera intestinal està formada per cèl·lules epitelials i el complex d'unió, incloent-hi el complex d'unió estreta (TJ). L'activitat DAO és elevada en aquesta zona i, per tant, és responsable de la integritat de la mucosa de l'intestí prim. Està doncs relacionada amb la seva permeabilitat.
La diamina oxidasa al ronyó humà és un exemple de la seva localització a l'espai extracel·lular. Cal destacar que fou la primera amina oxidasa amb coure i de mamífer que es va aconseguir sobre expressar en un cultiu de cèl·lules de Drosophila per investigar les propietats funcionals i estructurals de l'enzim a nivell molecular. També s'ha trobat l'enzim en els exosomes urinaris humans, que són vesícules de 30-100 nm que s'originen a partir de les cèl·lules epitelials renals.

## Tests DAO
Existeix una prova de diagnòstic in vitro per a mesurar l'activitat de la diamino oxidasa en el sèrum i detectar-ne un possible dèficit. Es basa en un principi de ràdioimmunoassaig (RIA), és a dir, en la formació de complexos antigen–anticòs que queden marcats radioactivament. L'activitat de l'enzim es determina utilitzant putrescina radio marcada com a substrat i mesurant la radioactivitat del producte que és proporcional a l'activitat de DAO de la mostra. El valor llindar per sota del qual es considera una activitat deficitària de DAO és 80 unitats degradants d'histamina per litre (hdu/ml). Això comporta una no metabolització de la histamina, fet que s'ha relacionat amb la migranya. Un suplement d'aquest enzim pot servir com a tractament.

### Migranya
La migranya és una malaltia definida per episodis de cefalea d'intensitat moderada o intensa, generalment a un costat específic del cap que pot durar entre 4 i 72 hores. No s'ha de confondre amb el mal de cap i habitualment és acompanyada de nàusees, vòmits, fotofòbia, etc. En alguns pacients l'atac és precedit de símptomes neurològics, generalment visuals, coneguts de manera comuna com a aura.

## Mal funcionament (dèficit)
La diamino oxidasa és un enzim encarregat de l'oxidació d'amines com per exemple la histamina. La histamina és una molècula vital involucrada en respostes immunitàries locals; també regula funcions fisiològiques a l'estómac i actua com a neurotransmissor. Les funcions fora del sistema nerviós han estat un impediment per pensar que era un neurotransmissor. Aquesta és sintetitzada al nostre cos i s'emmagatzema dins de grànuls com els basòfils i els mastòcits, encarregats de la resposta immunitària. Però també es troba histamina en tots els aliments tant si són d'origen animal o vegetal. Per tant, per controlar la quantitat d'histamina del cos cal que sigui metabolitzada per poder ser eliminada a través de l'orina. El problema és quan l'equilibri es trenca i aquesta histamina no és metabolitzada correctament, és a dir que n'hi ha un excés. Pot ser degut a una reacció al·lèrgica, un accés d'ingesta d'aliments que contenen histamina, a la genètica o a un dèficit de la diamino oxidasa. A més aquest dèficit pot ser un factor genètic o causat pel dany de medicaments que en redueixen l'activitat: amoxicil·lina/àcid clavulànic, la acetilcisteïna, el Primperan®, el Mucosan®, el ambroxol, el Nolotil®, etc. Quan aquest desequilibri té lloc la histamina passa a través de l'epiteli intestinal cap al corrent sanguini, s'acumula al plasma i als teixits i causa un seguit d'efectes adversos. És a dir, amb un normal rendiment enzimàtic, la histamina provinent de la ingesta és degradada a l'intestí prim però tots aquells amb una baixa activitat s'anomena que tenen un «dèficit DAO».

### Simptomatologia
L'aparició dels símptomes no està directament lligat al consum d'un sol producte sinó que pot aplicar-se a una gran diversitat d'aliments que contenen en major o menor mesura histamina. El problema apareix amb l'acumulació al llarg del temps i no després d'una ingesta puntual. Això fa molt difícil establir amb exactitud una dosis màxima tolerable per l'organisme.
Els diferents símptomes corresponen a patologies considerades com cròniques amb tractaments poc eficaços. El gran destacat és la migranya però altres símptomes també freqüents són trastorns gastrointestinals com ara restrenyiment o flatulència, trastorns cutanis (pell atòpica o psoriasis), dolor osteopàtic i sensació de cansament entre d'altres. Símptomes semblants al diagnòstic de la fibromiàlgia.

### Aliments rics en histamina
Cal controlar tots aquells aliments rics en histamina com aliments amb altres amines com la putrescina o la cadaverina, ja que compateixen amb la histamina per ser degradades. També cal tenir en compte l'alcohol, inhibidor de l'enzim i els aliments que provoquen l'alliberament de la histamina endògena. Els que cal destacar són aquells amb un valor superior als 20mg: embotits, cava, el formatge (excepte el fresc), la llet, el peix blau (en conserva), el marisc, productes vegetals fermentats (derivats de la soja), vinagre balsàmic, cítrics, plàtan, verdures (espinacs i albergínies). aliments rics en els competidors de la histamina (taronja, xocolata, tomàquet, alvocat, fruits secs, cervesa, etc.).